# Parroquia Tarqui
La Parroquia Tarqui es un distrito de Guayaquil y una parroquia urbana del cantón de Guayaquil en la provincia ecuatoriana de Guayas. La superficie se estima en 165 km², equivalente a  22.744 hectáreas. La población en 2010 era 1.050.826. Tarqui es la parroquia más poblada de Guayaquil.

## Historia
La Parroquia Tarqui es una de las parroquias urbanas más grandes y representativas de Guayaquil, Ecuador. Su nombre honra la Batalla de Tarqui, acontecida el 27 de febrero de 1829, donde cuatro mil soldados colombianos derrotaron a ocho mil fuerzas peruanas que intentaban invadir el territorio. Este evento histórico resalta el espíritu de resistencia y valentía que caracteriza a la parroquia.
En las últimas dos décadas, Tarqui ha experimentado un crecimiento acelerado, convirtiéndose en un centro de desarrollo y progreso dentro de la ciudad. Originalmente una zona predominantemente residencial, la parroquia ha evolucionado para albergar una gran diversidad de actividades comerciales, bancarias, hoteleras e industriales. Este dinamismo se ha visto impulsado por la expansión urbana y la inversión en infraestructura, lo que ha posicionado a Tarqui como una de las áreas más importantes y de mayor desarrollo en Guayaquil.

## Límites
La Parroquia Tarqui se extiende sobre una vasta área de 22,744 hectáreas, lo que la convierte en la parroquia más extensa de Guayaquil. Sus límites geográficos son los siguientes:
- Norte: inicia en las faldas de los cerros Santa Ana y del Carmen y se extiende hasta el límite con el río Guayas.
- Sur: desde la intersección de las avenidas Quito y Nueve de Octubre hasta el perímetro urbano del puerto, alcanzando aproximadamente el kilómetro 26 de la vía a la costa y avanzando hasta el kilómetro 28 de la vía a Daule.
- Este: limita con el río Guayas.
- Oeste: se extiende desde la Avenida Boyacá hasta la Avenida Quito.

Estos límites abarcan una mezcla de áreas residenciales, comerciales, industriales y espacios recreativos, lo que contribuye a la diversidad y complejidad de la parroquia.

## Población
La Parroquia Tarqui alberga a aproximadamente 900,000 habitantes, según datos preliminares del último censo realizado por el Instituto Nacional de Estadísticas y Censos (INEC). Esta cifra es el doble de la población de Cuenca y el triple de la de Portoviejo, destacando a Tarqui como una de las áreas urbanas más pobladas de Ecuador.
La densidad poblacional y la expansión territorial de Tarqui reflejan su rápido crecimiento y desarrollo. La parroquia es un mosaico de diferentes comunidades que conviven en una zona de alta actividad económica y residencial. La amplia oferta de servicios, infraestructura moderna y oportunidades laborales atraen a una población diversa que contribuye al dinamismo de la parroquia.

## Electores
El número de electores en el área urbana de Guayaquil ha aumentado, según los registros del CNE. La parroquia urbana Tarqui ha perdido votantes entre 2017 y 2023. En 2017, la parroquia contaba con 614.807 electores, pero para 2023, ese número subió a 661.212, lo que representa un aumento del 7,5%.

## Lugares de Interés
La Parroquia Tarqui es un epicentro de desarrollo urbano y económico, con numerosos lugares de interés que destacan su modernidad y diversidad:
- Ciudadelas y Planes Habitacionales: Tarqui alberga importantes ciudadelas como Kennedy, Ceibos, Urdesa, Alborada, Sauces, Samanes, Colinas del Bim Bam Bum y Santa Cecilia. Además, en el norte de Guayaquil, especialmente por la Avenida Francisco de Orellana, se desarrollan varios planes habitacionales como Huancavilca y el Plan Municipal Mucho Lote.

|                                               |
| Edificios del World Trade Center de Guayaquil |

|                                               |
| Casa de Urdesa convertida en agencia bancaria |

|                           |
| Entrada al Parque Samanes |

|                                               |
| Edificios de la Avenida Francisco de Orellana |

- Centros Comerciales: La parroquia es sede de modernos centros comerciales como Mall del Sol, Policentro, Plaza Mayor y Albán Borja, que ofrecen una amplia variedad de tiendas, restaurantes y servicios de entretenimiento, atrayendo a residentes y visitantes de toda la ciudad.

|                             |
| Centro Comercial Policentro |

|              |
| Mall del Sol |

|                  |
| C.C. Albán Borja |

- Edificios Modernos: En las avenidas Francisco de Orellana y Juan Tanca Marengo se encuentran numerosos edificios modernos que albergan empresas y compañías extranjeras, así como sucursales de reconocidos bancos, consolidando a Tarqui como un importante centro financiero y de negocios.

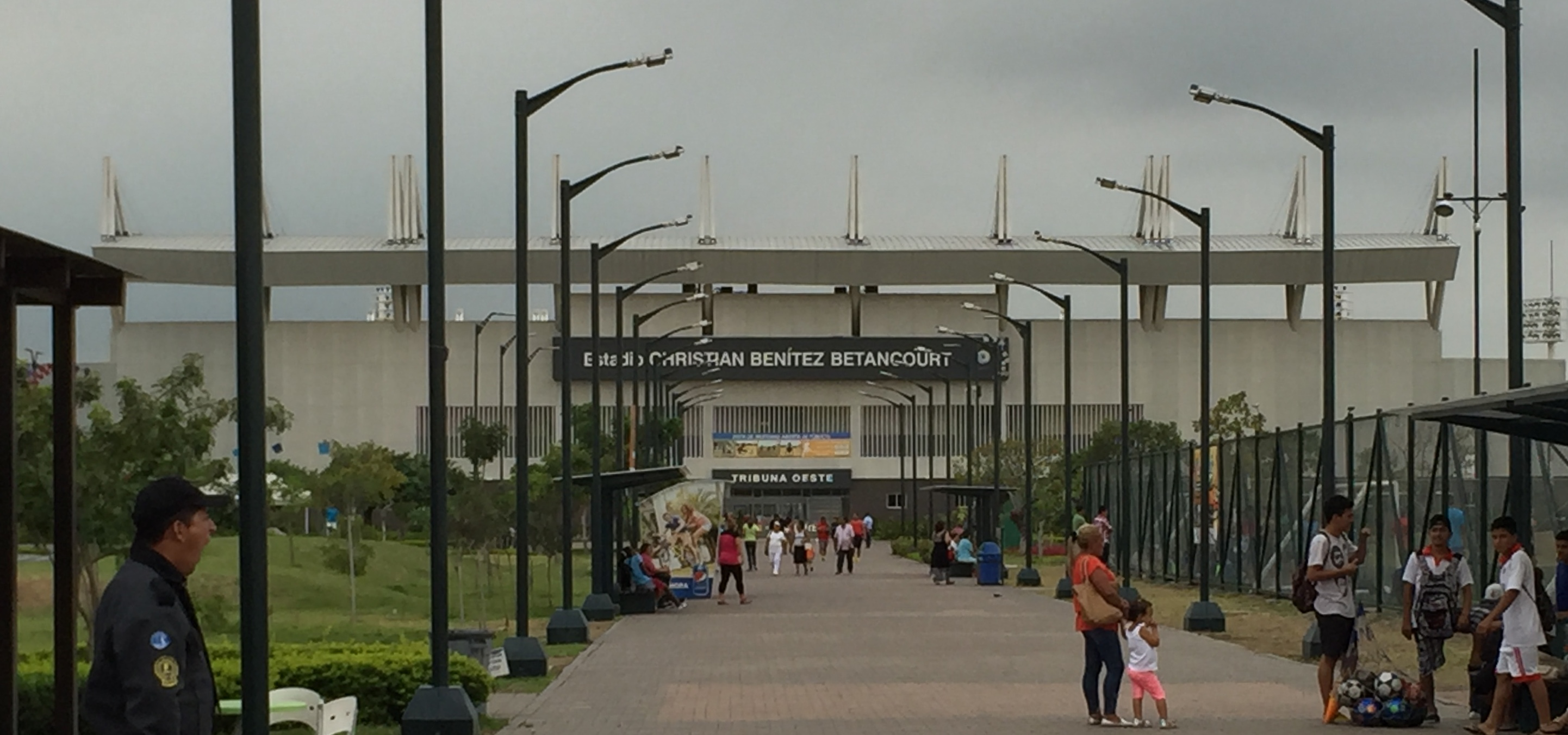
Estadio Christian Benitez

- Escenarios deportivos: Estadio Modelo Alberto Spencer,  Estadio Christian Benítez, y Estadio Monumental Isidro Romero Carbo.

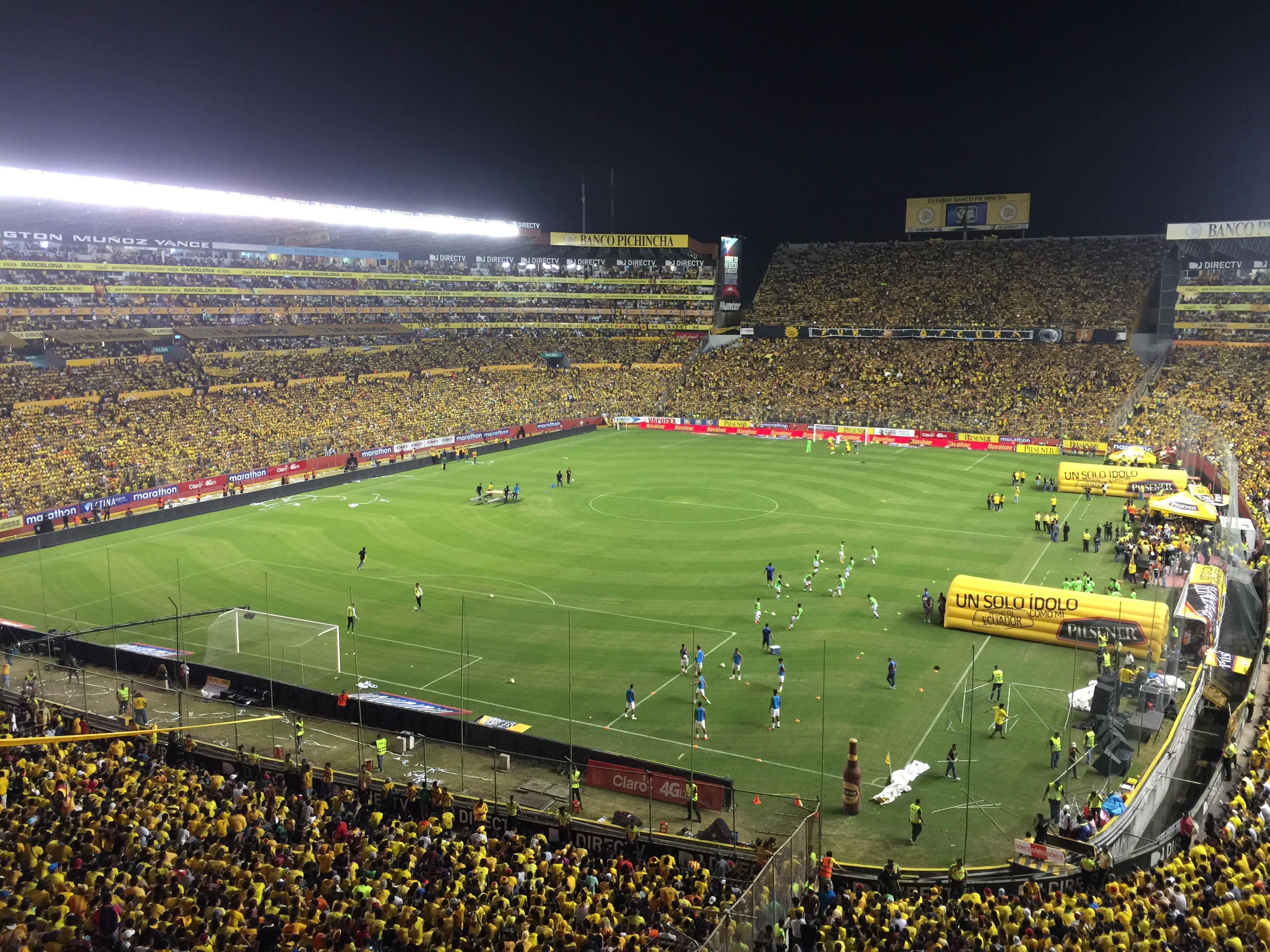
Estadio Monumental Isidro Romero Carbo

- Industrias: La vía Martha Bucaram de Roldós, que se extiende desde el kilómetro 5 hasta el 17 de la vía a Daule, es un corredor industrial donde operan cerca de mil empresas. Este sector industrial es fundamental para la economía de la parroquia y de Guayaquil en general.

- Instituciones Financieras y Comerciales: En el edificio Las Cámaras, ubicado en la Avenida Francisco de Orellana, se concentran los gremios de Industrias, Comercio y Construcción, facilitando la interacción entre diferentes sectores económicos.

- Lugares Religiosos: Tarqui cuenta con modernos templos como San Gabriel de La Dolorosa (Kennedy Norte), San Antonio María Claret (Urdesa), Nuestra Señora de la Alborada, María Madre de la Iglesia (Ceibos), San Judas Tadeo (Miraflores) y un templo mormón en Kennedy, reflejando la diversidad religiosa de la parroquia.

- Infraestructura Vial: La construcción de túneles que conectan diferentes partes de la parroquia y la regeneración urbana de avenidas clave han mejorado significativamente la movilidad y el acceso dentro de Tarqui, facilitando el flujo vehicular y reduciendo los problemas de tráfico.

- Problemas de Invasiones: Debido a su gran extensión y disponibilidad de espacio, Tarqui ha sido una de las parroquias más afectadas por las invasiones y ocupaciones ilegales de terrenos, especialmente entre los kilómetros 10 y 16½ de la vía a la costa. Este problema representa un desafío para la gestión urbana y la planificación de la parroquia.El Teatro Centro de Arte León Febres-Cordero es el teatro principal de la ciudad de Guayaquil

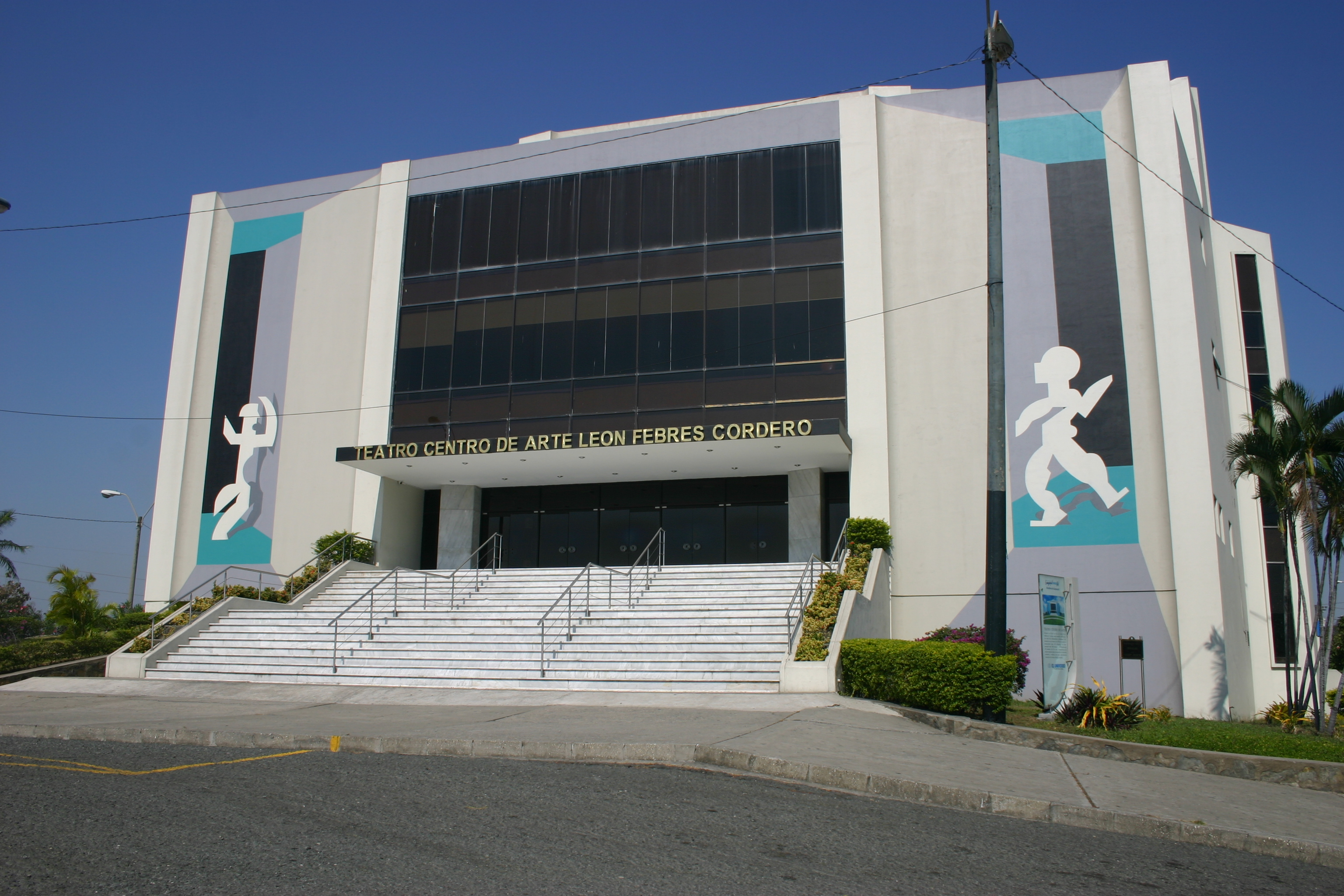
El Teatro Centro de Arte León Febres-Cordero es el teatro principal de la ciudad de Guayaquil

- Edificaciones Históricas y Culturales: Aunque Tarqui es principalmente conocida por su modernidad, también alberga espacios de relevancia histórica y cultural que complementan su oferta urbana, el Teatro Centro de Arte.

La combinación de desarrollo urbano, crecimiento poblacional y la diversidad de actividades económicas y comerciales hacen de la Parroquia Tarqui un sector fundamental para el progreso y la dinamización de Guayaquil.

## Instituciones y Servicios
Además de los lugares de interés mencionados, Tarqui cuenta con una amplia gama de instituciones y servicios que facilitan la vida de sus habitantes:
- Defensoría del Pueblo: Ubicada en la intersección de Lorenzo de Garaycoa y Primero de Mayo, esta institución es un punto de referencia para ciudadanos que buscan presentar denuncias relacionadas con el mal servicio de empresas públicas y privadas.

- Parque Centenario: Parte de este importante parque, uno de los más grandes y emblemáticos de Guayaquil, se encuentra dentro de los límites de Tarqui, proporcionando un espacio de recreación y esparcimiento para los residentes y visitantes de la parroquia.

- Hotelería: La presencia de numerosos hoteles en Tarqui refleja su importancia como destino turístico y centro de negocios, ofreciendo alojamiento y servicios para visitantes nacionales e internacionales.

## Durante la pandemia de COVID-19
La Parroquia Tarqui fue el epicentro de contagios durante la pandemia de COVID-19 en Guayaquil y a nivel nacional. Con un total de 5.021 casos confirmados, Tarqui representó el 14,87% de todos los casos en Ecuador, siendo la parroquia urbana con mayor número de contagios en el país. Esta situación reflejó la densidad poblacional de Tarqui, que en el censo de 2010 registraba 1.050.826 habitantes, y el impacto significativo que la emergencia sanitaria tuvo en esta área. La provincia del Guayas, de la cual Guayaquil es la capital, reportó un total de 14.362 casos confirmados, con Tarqui liderando entre las parroquias urbanas, seguida por Ximena y Febres Cordero.